# Quaqua arenicola
Quaqua arenicola är en oleanderväxtart som först beskrevs av Nicholas Edward Brown, och fick sitt nu gällande namn av D.C.H. Plowes. Quaqua arenicola ingår i släktet Quaqua och familjen oleanderväxter. Inga underarter finns listade i Catalogue of Life.